# Le Monde d'Angelo
Pour les articles homonymes, voir D'Angelo et Angelo.
Le Monde d'Angelo est un téléfilm réalisé par Pascal Kané en 1998 pour France Télévisions.

## Synopsis
Alors que son père est en prison, la mère d'Angelo voudrait lui cacher cette triste réalité. Doté d'une imagination débridée, le garçon transforme son père, installateur d'antennes de télévision, en créateur de programmes secrets. Son père ne veut pas le contredire et entre dans son jeu. Depuis la prison, il lui envoie des cassettes vidéo et bientôt l'histoire inventée par le gamin fait son chemin dans le quartier...

## Distribution
- Georges Du Fresne : Angelo
- Hélène de Saint-Père : Arlette
- Nils Tavernier : Pierre
- Luis Rego : Robert
- Leslie Lipkins : Louise
- Amandine Chauveau : Marie
- Catherine Salviat : la mère d'Arlette
- Mustapha Aissani : Saïd
- Philippe Arnaud : le vendeur
- Max Athanase : le psychologue
- Annick Brard : l'enseignante
- Jacques Brunet : le commissaire
- Urbain Cancelier : le juge
- Charlotte Dautcourt : l'avocat
- Jean-Clément Doukaga : l'animateur vidéo
- Roman Kané : l'enfant de la prison